# فريتز كيرشهوف
فريتز كيرشهوف (بالألمانية: Fritz Kirchhoff)‏ هو منتج أفلام وكاتب سيناريو ومخرج ألماني، ولد في 10 ديسمبر 1901 في هانوفر في ألمانيا، وتوفي في 25 يونيو 1953 في هامبورغ في ألمانيا.

## وصلات خارجية
- فريتز كيرشهوف على موقع IMDb (الإنجليزية)
- فريتز كيرشهوف على موقع ألو سيني (الفرنسية)
- فريتز كيرشهوف على موقع أول موفي (الإنجليزية)
- فريتز كيرشهوف على موقع قاعدة بيانات الأفلام السويدية (السويدية)
- فريتز كيرشهوف على موقع قاعدة بيانات الفيلم (الإنجليزية)
- فريتز كيرشهوف على موقع كينوبويسك (الروسية)